# Episymploce unicolor
Episymploce unicolor är en kackerlacksart som först beskrevs av Bei-Bienko 1958.  Episymploce unicolor ingår i släktet Episymploce och familjen småkackerlackor. Inga underarter finns listade i Catalogue of Life.